# Nate Kelley
Nate Kelley nació el 15 de febrero de 1978 en Rockford, Illinois, con el nombre de Nathan Alexander Johannes Moon Kelley. Es el batería original de la banda neoyorquina de rock progresivo Shabütie, más tarde renombrada sin él como Coheed and Cambria.

## Biografía
Kelley nació en Rockford, Illinois, pero en 1989 se trasladó a Woodstock, Nueva York. Ya allí se enrola en una serie de bandas, la más destacada Moe & the Boogy Cats, donde conoció a Claudio Sánchez y a Travis Stever, de Toxic Parents por aquel entonces. Ambas bandas se disolvieron y estos integrantes formaron, junto a Jon Carleo, la banda Beautiful Loser, en 1995. En junio de ese mismo año, Carleo abandonó y la banda se renombró Shabütie.
El 19 de febrero de 2000 Kelley se marchó de Shabütie y Josh Eppard entró en su lugar. A finales de 2000, Shabütie se renombró definitivamente a Coheed and Cambria. Kelley actualmente es el batería de la banda neoyorquina Pontius Pilate Sales Pitch.